# 原爆資料館停留場
原爆資料館停留場（日语：／ Genbakushiryōkan teiryūjō */?），又稱原爆資料館電車站，是位於長崎縣長崎市川口町，長崎電氣軌道本線的電車站。車站編號為20。

## 歷史
此電車站在1920年（大正9年）路線延伸時啟用。當初電車站名為濱口停留場（日语：／）。後來改名為濱口町停留場（日语：／），改名時期為大正末期至昭和初期。
此電車站啟用當初位於專用軌道區間上，此電車站至浦上站前之間的路線是繞過東邊的住宅。但是在1945年（昭和20年）8月9日，長崎市被投下原子彈，使長崎電軌全線不能通行。包含此電車站的區間於1947年（昭和22年）重開，在浦上站前至此電車站之間的都市計劃下，把路軌走線變成直線，舊線廢止。
在1990年（平成2年），靠近平和公園停留場一方的長崎西洋館開幕。路軌穿越長崎西洋館，出現時電車穿越建築物的特別景象。當初在建築物內設置電車站的計劃沒有被實現。在2018年（平成30年），電車站改名為原爆資料館停留場。

### 年表
- 1920年（大正9年）7月9日 - 濱口停留場啟用[2]。
- 日期不詳 - 電車站改名為濱口町停留場[2][3]。
- 1945年（昭和20年）8月9日 - 長崎市被投下原子彈，使全線不能通行[11]。
- 1947年（昭和22年）5月16日 - 浦上站前至大橋之間重開，舊線廢止[2][11]。
- 1988年（昭和63年）6月10日 - 下之川至此電車站之間的路軌遷移[12]。
- 1990年（平成2年）11月30日 - 長崎西洋館開幕[13]。
- 2000年（平成12年）7月14日 - 電車站擴幅工程竣工[14]。
- 2002年（平成14年）11月1日 - 下行長崎站前方向月台設置廣播系統[15]。
- 2006年（平成18年）10月15日 - 站內路軌草地緑化完成[16]。
- 2018年（平成30年）8月1日 - 電車站改名為原爆資料館停留場[10][17]。

## 電車站構造
電車站是建造在專用軌道上。電車站設有2面2線的低地台相對式月台。向長崎站前方向離站後會右轉進入國道206號的共用路軌區間。東邊是長崎站前方向月台，西邊是赤迫方向月台。在戰前赤迫方向月台位於靠近道路一方，當時兩座月台有一段距離。
長崎站前方向月台上設有日語和英語的自動廣播系統。在電車站與國道之間的路軌上設有行人過路處，該路過處設有警告燈。月台上設有上蓋與廣播裝置。
電車站在1990年長崎西洋館開幕時改裝為西洋風。另外在2006年站內路軌進行草地綠化。成為了長崎電氣軌道首個軌道綠化的電車站。

### 運行系統
此電車站是本線電車站之一。當中1、2、3系統駛入此站。

## 使用狀況
根據「長崎電軌」的調査，以下為1日的上下車人次資料。
- 1998年 - 3,458人[3]
- 2015年 - 2,100人[22]

## 電車站周邊

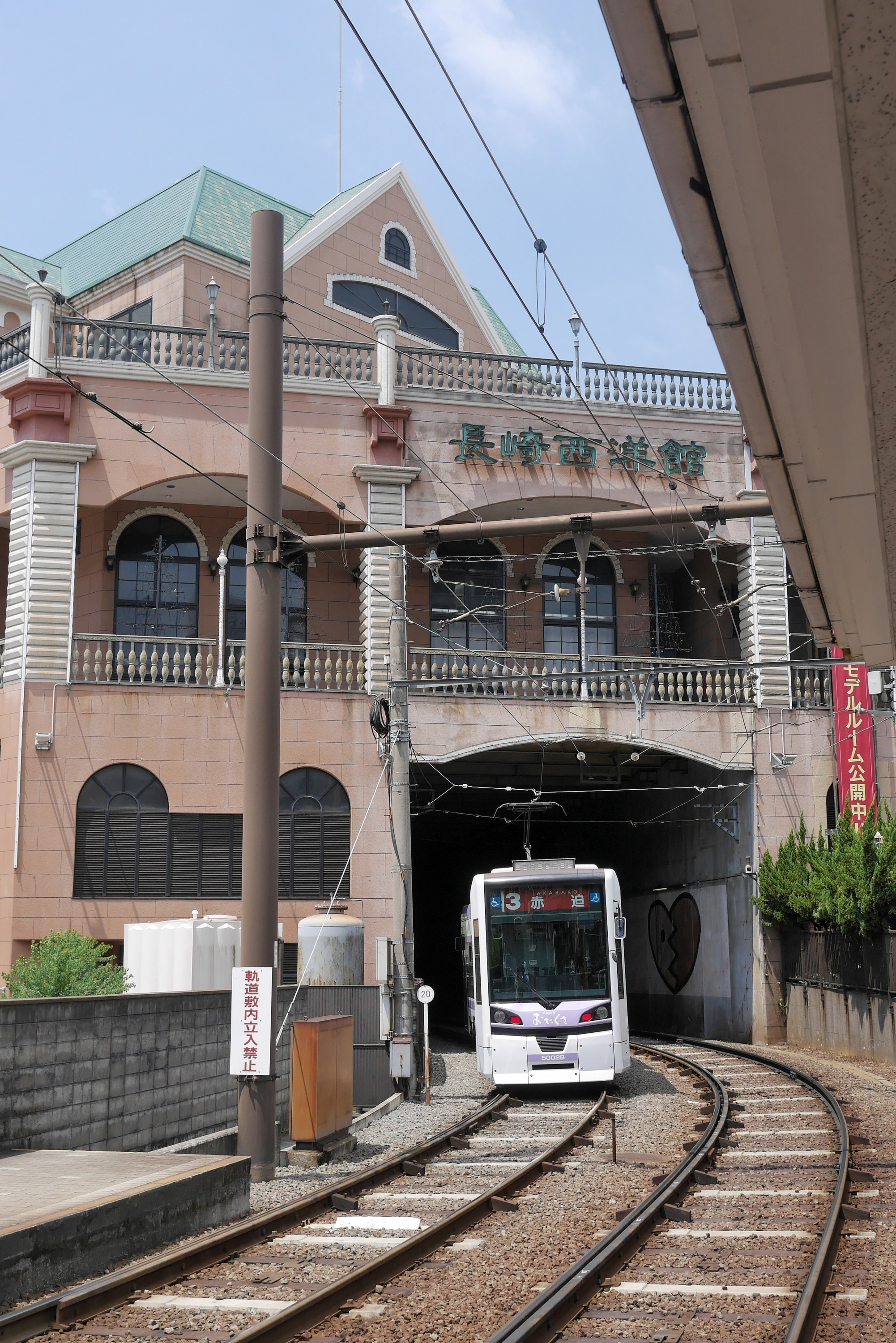
從此電車站向住吉停留場出發後，電車會穿越長崎西洋館（圖中為5000形電車）

電車站鄰接綜合商業設施長崎西洋館。此電車站與鄰電車站平和公園停留場之間的路軌會穿越該建築物（西洋館隧道）。
電車站舊稱為濱口町，但是電車站所在地是川口町。濱口町是位於國道206號外邊。
- 長崎原爆資料館
- 國立長崎原爆死難者追悼和平祈念館（日语：国立長崎原爆死没者追悼平和祈念館）
- 長崎市和平會館
- 長崎市歷史民俗資料館
- 長崎大學醫學系、牙科學系、附屬醫院（日语：長崎大学病院）
- 濱口町商店街

## 相鄰電車站
長崎電氣軌道
本線（■1號系統、□2號系統、■3號系統）
平和公園（19）－原爆資料館（20）－大學醫院（21）
- 在1944年（昭和19年）前，此電車站與鄰站平和公園停留場之間曾經設有下之川停留場。

## 注腳
1. 1 2 3  田栗 2005，第47頁.
2. 1 2 3 4 5 6  今尾 2009，第57頁.
3. 1 2 3 4  田栗 & 宮川 2000，第50頁.
4. 1 2  100年史，第129頁.
5. ↑  田栗 & 宮川 2000，第96頁.
6. ↑  田栗 & 宮川 2000，第98頁.
7. 1 2  100年史，第115頁.
8. ↑  100年史，第26頁.
9. 1 2  田栗 & 宮川 2000，第51頁.
10. 1 2  . 長崎電気軌道. 2018-03-30  [2018-04-04]. （原始内容存档于2018-03-30） （日语）.
11. 1 2  田栗 2005，第157頁.
12. ↑  100年史，第196頁.
13. ↑  100年史，第197頁.
14. ↑  100年史，第199頁.
15. ↑  田栗 2005，第156頁.
16. 1 2  100年史，第200頁.
17. ↑  浅野孝仁. . 毎日新聞（地方版・長崎） (毎日新聞西部本社). 2018-07-31: 23 （日语）.
18. 1 2  100年史，第130頁.
19. 1 2 3  川島 2013，第47頁.
20. ↑  川島 2007，第119頁.
21. ↑  小川 2012，第258頁.
22. 1 2  100年史，第124頁.
23. ↑  100年史，第96頁.